# Backup - Lorenzo 1987-2012
Backup - Lorenzo 1987-2012 è il ventunesimo album discografico del cantante italiano Jovanotti pubblicato il 27 novembre 2012.

## Il disco
Il disco raccoglie alcuni brani pubblicati tra il 1987 e il 2011 e gli inediti Tensione evolutiva, Terra degli uomini, Ti porto via con me (sia solista che con Benny Benassi), Estate (spesso chiamata Estate 2013, nella quale ha reputato un sequel del suo brano Estate 1992, scritto insieme al suo storico chitarrista Michele Centonze ed al musicista Augusto Martelli, ex compagno di Mina), Rimbalza. Sono presenti inoltre tracce mai registrate, tracce live, tracce rivisitate come Tu mi porti su in versione solista e La cumbia di chi cambia, scritta per Adriano Celentano e interpretata questa volta da Jovanotti.
L'album raggiunge per cinque settimane la prima posizione in classifica in Italia ed al 13 settembre 2013 rimanendo nella top ten da quarantuno settimane e da cinque settimane consecutive ritorna ancora al numero uno dei dischi più venduti. Viene certificato triplo disco di platino dalla FIMI. A fine gennaio 2014 la raccolta ha venduto 300 000 copie.
Ad inizio giugno 2013 si avvia il tour Backup Tour - Lorenzo negli stadi 2013 costruito sulla nuova pubblicazione.

## Edizioni

### Backup - Lorenzo 1987-2012- 2 CD
CD 1
1. Tensione evolutiva - 3:54
2. Gimme Five - 3:50
3. La mia moto - 4:18
4. Gente della notte - 4:26
5. Ciao mamma - 4:33
6. Muoviti muoviti - 4:23
7. Non m'annoio - 3:42
8. Ragazzo fortunato - 4:49
9. Chissà se stai dormendo - 5:12
10. Serenata rap - 5:10
11. Piove - 3:21
12. Penso positivo - 5:07
13. Io ti cercherò - 4:35
14. L'ombelico del mondo - 4:27
15. Bella - 4:37
16. Questa è la mia casa - 5:24
17. Per te - 4:41
18. Terra degli uomini - 3:33

CD 2
1. Ti porto via con me - con Benny Benassi - 3:46
2. Stella cometa - 3:53
3. Un raggio di sole - 4:53
4. Ti sposerò - 4:28
5. (Tanto)³ - 3:31
6. Mi fido di te - 4:31
7. Una storia d'amore - 4:07
8. Fango - 4:34
9. Mezzogiorno - 4:19
10. A te - 4:25
11. Dove ho visto te - 4:29
12. Come musica - 3:49
13. Baciami ancora - 4:39
14. Tutto l'amore che ho - 3:40
15. Le tasche piene di sassi - 3:34
16. Il più grande spettacolo dopo il Big Bang - 3:51
17. La notte dei desideri - 3:29
18. Ora - 3:42
19. Ti porto via con me - 4:21
20. Estate - 3:55

### Backup - Lorenzo 1987-2012 - Deluxe Edition- 4 CD
CD 1
1. Tensione evolutiva
2. Gimme Five
3. Go Jovanotti Go
4. La mia moto
5. Scappa con me
6. Gente della notte
7. Ciao mamma
8. Muoviti muoviti
9. Una tribù che balla
10. Quando sarai lontana
11. Il rap
12. Non m'annoio
13. Ragazzo fortunato
14. Io no
15. Chissà se stai dormendo
16. Estate 1992
17. Attaccami la spina
18. Serenata rap
19. Piove

CD 2
1. Terra degli uomini
2. Penso positivo
3. Io ti cercherò
4. Soleluna
5. Dammi spazio
6. L'ombelico del mondo
7. Bella
8. Questa è la mia casa
9. Per la vita che verrà
10. Luna di città d'agosto
11. Per te
12. Stella cometa
13. Un raggio di sole
14. Salvami
15. Ti sposerò
16. Morirò d'amore
17. 30 modi per salvare il mondo
18. Estate

CD 3
1. Ti porto via con me
2. (Tanto)³
3. Mi fido di te
4. Per me
5. Una storia d'amore
6. Fango
7. Mezzogiorno
8. Safari - con Giuliano Sangiorgi
9. A te
10. Dove ho visto te
11. Punto - con Sergio Mendes
12. Come musica
13. Baciami ancora
14. Tutto l'amore che ho
15. Le tasche piene di sassi
16. Il più grande spettacolo dopo il Big Bang
17. La notte dei desideri
18. Ora
19. Quando sarò vecchio

CD 4 - Rarities & Unreleased Live & Studio
1. Ti porto via con me - con Benny Benassi
2. La cumbia di chi cambia (Internacional) - con Bomba Estereo
3. Tu mi porti su
4. Amami (Los Angeles)
5. Mezzogiorno (Acoustic)
6. I Got Rhythm
7. Lei sa
8. Da raccontarti all'alba - con Gianni Maroccolo
9. Falla girare - con Planet Funk
10. Lugar comum - con Sergio Mendes
11. Moriré de amor - con Jorge Drexler
12. The Sound of Sunshine (Italian Version) - con Michael Franti
13. Più - con Ornella Vanoni
14. Puttane e spose/Le storie d'amore - con Luca Carboni
15. Il mio nome è mai più - con Luciano Ligabue e Piero Pelù
16. Si fondono (Vocal) - con Collettivo Soleluna
17. Serenata rap/Mattinata - con Luciano Pavarotti
18. Sul lungomare del mondo (Live Radio Italia 2011)
19. Rimbalza

### Backup - Lorenzo 1987-2012 - Box Edition- 7 CD + 2 DVD
L'edizione Box è un cofanetto cartonato in edizione limitata composto da:
- 7 CD.
- 2 DVD.
- Gratitude – Il racconto scritto da Lorenzo di 25 anni di vita e di musica.
- Photobackup – Il libro delle foto.
- Total backup – chiavetta USB da 8 giga con file mp3.

CD 1
1. Tensione evolutiva (Inedito)
2. Gimme Five
3. Go Jovanotti Go
4. La mia moto
5. Scappa con me
6. Gente della notte
7. Ciao mamma
8. Muoviti muoviti
9. Una tribù che balla
10. Quando sarai lontana
11. Il rap
12. Non m'annoio
13. Ragazzo fortunato
14. Io no
15. Chissà se stai dormendo
16. Estate 1992
17. Attaccami la spina
18. Serenata rap
19. Piove

CD 2
1. Terra degli uomini (Inedito)
2. Penso positivo
3. Io ti cercherò
4. Soleluna
5. Dammi spazio
6. L'ombelico del mondo
7. Bella
8. Questa è la mia casa
9. Per la vita che verrà
10. Luna di città d'agosto
11. Per te
12. Stella cometa
13. Un raggio di sole
14. Salvami
15. Ti sposerò
16. Morirò d'amore
17. 30 modi per salvare il mondo
18. Estate (Inedito)

CD 3
1. Ti porto via con me (Inedito)
2. (Tanto)³
3. Mi fido di te
4. Per me
5. Una storia d'amore
6. Fango
7. Mezzogiorno
8. Safari - con Giuliano Sangiorgi
9. A te
10. Dove ho visto te
11. Punto - con Sérgio Mendes
12. Come musica
13. Baciami ancora
14. Tutto l'amore che ho
15. Le tasche piene di sassi
16. Il più grande spettacolo dopo il Big Bang
17. La notte dei desideri
18. Ora
19. Quando sarò vecchio

CD 4 - Live & Studio Rarities
1. Tu mi porti su (Versione solista) (Inedito)
2. Rimbalza (Inedito)
3. Amami (Los Angeles Version)
4. Un buco nella tasca (Acoustic Version)
5. Innamorato (Alternative Studio Version)
6. La porta è aperta (Acoustic Version)
7. Lei sa
8. Si fondono (Vocal Version) - con Collettivo Soleluna
9. I Got Rhythm
10. Nel mio tempo
11. Marco Polo
12. Serenata rap/Mattinata (Live from Pavarotti & Friends 1996)
13. Buonasera signorina
14. Stella cometa (Live Taormina 2011)
15. Chiedo scusa se parlo di Maria (Live from Festival Giorgio Gaber 2008)
16. Wanna Be Starting Somethin' (Live New York 2009)
17. Piove (Live Bucarest 1997)
18. Sul lungomare del mondo (Live Radio Italia 2011)
19. Attaccami la spina/Fino in fondo all'atomo (Live 2002)

CD 5 - Duets
1. Ti porto via con me (Inedito) - con Benny Benassi
2. La cumbia di chi cambia (International) (Inedito) - con Bomba estarea
3. Moriré de amor - con Jorge Drexler
4. Stella cometa/Stella d'oriente - con Nabil Salameh
5. The Sound of Sunshine - con Michael Franti
6. Regalito - con Juanes
7. Falla girare - con Planet Funk
8. I pesci grossi - con Cesare Cremonini
9. Lugar comun- con Sérgio Mendes
10. Penso positivo - con Solis String Quartet
11. Più - con Ornella Vanoni
12. Mix 1992 (Le storie d'amore+Puttane e spose) - con Luca Carboni
13. (Storia di un) corazòn - con Jarabe De Palo
14. La bella vita (La belle vie) - con Amadou & Mariam
15. Da raccontarti all'alba - con Gianni Maroccolo
16. A vida (Roma) - con Collettivo Soleluna
17. Il mio nome è mai più - con Luciano Ligabue, Piero Pelù
18. Vecchia scuola - con J-Ax

CD 6 - Remix
1. Walking (Remix 1987)
2. Welcome (Gino Latino Extended)
3. È qui la festa (Extended)
4. Gimme Five (Stock Aitken & Waterman Team Remix)
5. The Indian (Gino Latino)
6. La mia moto (Remix)
7. Radio Rap (Remix)
8. Yo (Gino Latino)
9. Una tribù che balla (Blackbox Remix)
10. Libera l'anima (Remix)
11. Cosa dovrei fare (Remix)
12. Latino (Gino Latino)
13. Jovanotti For President (Remix)
14. È sempre la stessa canzone che va (Remix)
15. Mix (Live Rolling Stone 1988)

CD 7 - Remix
1. Penso positivo (DFC Team Remix)
2. Piove (Tuono Remix By Enrico Master J La Falce & Luca Cersosimo)
3. L'ombelico del mondo (Mousse T Remix)
4. Questa è la mia casa (Party Remix)
5. Dolce fare niente (Casino Royale's Belly Button)
6. L'ombelico del mondo (Belly Buttom Remix)
7. Do d'freak (Planet Funk Posillipo Mix)
8. (Tanto)³ (Alex Neri & Stefano Fontana Remix)
9. Safari (Andro I.D. Remix)
10. Coraggio (The Crookers Remix)
11. Megamix (Benny Benassi Remix)
12. L'elemento umano (Militant Reggae Version)
13. Tutto l'amore che ho (Musique Boutique Bossa Nova Remix)
14. La notte dei desideri (Alex Gaudino & Jason Rooney Remix)
15. Questa è la mia casa (V-Mix)

DVD 1 - Gimme Twenty Five
1. Gimme Twenty Five – Jovanotti in Tv – i passaggi storici

DVD 2 - Tutti i videoclip 1987–2012
1. Gimme Five
2. Go Jovanotti Go
3. La mia moto
4. Gente della notte
5. Ciao mamma
6. Muoviti muoviti
7. Quando sarai lontana
8. Non m'annoio
9. Ragazzo fortunato
10. Chissà se stai dormendo
11. Penso positivo
12. Serenata rap
13. Piove
14. L'ombelico del mondo
15. Bella
16. Questa è la mia casa
17. Per la vita che verrà
18. Per te
19. Un raggio di sole
20. Stella cometa
21. Dolce fare niente
22. File not found
23. Salvami
24. Ti sposerò
25. Morirò d'amore
26. (Tanto)³
27. Mi fido di te
28. Una storia d'amore
29. Falla girare
30. Fango
31. A te
32. Safari - con Giuliano Sangiorgi
33. Come musica
34. Mezzogiorno
35. Punto - con Sergio Mendes
36. Baciami ancora
37. Tutto l'amore che ho
38. Le tasche piene di sassi
39. Il più grande spettacolo dopo il Big Bang
40. La notte dei desideri
41. Ora

Tracce Extra su USB
1. Yo (Martello Remix)
2. Latino (1º agosto 89)
3. Penso positivo (Remix)
4. Coraggio (Claudio Coccoluto)
5. Penelope (Dj Ralf Remix)
6. Mumbojumbo (Stylophonic Bionic Breaks Remix)
7. Mani in alto (Casino Royal Naive Remix)
8. Mani in alto (Monster Mix by Workbench)
9. Una storia d'amore (Krakalovers Motel Connection Remix)
10. Falla girare tanto (JovaVirtualDelirium)
11. Falla girare (Afro 2086 Gino Latino)
12. Falla girare (Planet Funk Mix)
13. Zeitgeist (Electric Massages)
14. N.1 Jovanotti
15. Un raggio di sole (Bedroom Rockers Remix)
16. Per la vita che verrà (Luca & Enrico Remix)
17. Per la vita che verrà (Pig Sound Remix)
18. Il più grande spettacolo dopo il Big Bang (Kee Jay Freak Remix)
19. La notte dei desideri (Musique Boutique Sonique)
20. Tutto l'amore che ho (Giorgio Prezioso Remix)
21. Tutto l'amore che ho (Stylophonic Remix)
22. Tutto l'amore che ho (Vincenzo Callea & Piparo Remix Radio)
23. Safari (How!Remix)
24. Piove (Nuvola Remix)
25. L'ombelico del mondo (Capital Live Remix)
26. L'ombelico del mondo (Hard House Velvet Remix)
27. L'ombelico del mondo (V Funk Remix)
28. Penso positivo (Fargetta Remix)
29. Penso positivo (Molella Remix)
30. Questa è la mia casa (Catania Remix)
31. Questa è la mia casa (Madasky Remix)
32. Questa è la mia casa (Mind Remix)
33. Questa è la mia casa (Mad Professor Remix)
34. Questa è la mia casa (Il Remix)
35. Questa è la mia casa (Ambience Remix)
36. Questa è la mia casa (Quango Remix)
37. Serenata Rap (Unplugged)
38. Voglio di + (Attaccami il Remix)
39. Voglio di + (Pierpa 120 Remix)
40. Il muratore (Party Remix)

## Singoli
1. Tensione evolutiva (9 novembre 2012)
2. Terra degli uomini (1º febbraio 2013)
3. Ti porto via con me - con Benny Benassi (5 aprile 2013[2])
4. Estate (5 luglio 2013)

## Formazione inediti
- Jovanotti - voce, chitarra acustica, basso
- Saturnino - basso, batteria, mandolino
- Riccardo Onori - chitarra elettrica, chitarra acustica, ukulele
- Franco Santarnecchi - pianoforte, tastiera
- Christian "Noochie" Rigano - pianoforte, rhodes
- Michele Canova Iorfida - tastiera, sintetizzatore, programmazione
- Alessandro Benassi - sintetizzatore
- Marco Tamburini - tromba
- Roberto Rossi - trombone

## Classifiche
| Classifica (2012) | Posizione |
| ----------------- | --------- |
| Italia            | 1         |
| Svizzera          | 44        |
| Belgio (Vallonia) | 177       |

### Classifiche di fine anno
| Classifica (2012) | Posizione |
| ----------------- | --------- |
| Italia            | 5         |
| Classifica (2013) | Posizione |
| Italia            | 3         |
| Classifica (2014) | Posizione |
| Italia            | 48        |
| Classifica (2015) | Posizione |
| Italia            | 77        |